# Acromyrmex versicolor
Acromyrmex versicolor es una especie de hormiga cortadora de hoja del género Acromyrmex, tribu Attini, familia Formicidae. Fue descrita científicamente por Pergande en 1893.
Se distribuye por México y Estados Unidos. Se ha encontrado a elevaciones de hasta 1240 metros. Habita en bosques desérticos.